# Geisfeld (Strullendorf)
Geisfeld ist ein Gemeindeteil der Gemeinde Strullendorf im oberfränkischen Landkreis Bamberg in Bayern.

## Geografie
Das Pfarrdorf liegt am Ostrand des Bamberger Talkessels (auch „Bamberger Becken“) am Anstieg zur Fränkischen Alb, südwestlich des Geisbergs. Nachbarorte sind im Norden Pödeldorf, Naisa, Litzendorf und Melkendorf (alle Gemeinde Litzendorf), im Osten Mistendorf (Gemeinde Strullendorf), im Süden Roßdorf am Forst, Leesten und Wernsdorf (alle Gemeinde Strullendorf) und im Westen die kreisfreie Stadt Bamberg, durch den Hauptsmoorwald getrennt. Geisfeld ist wie seine Nachbarorte Teil der Tourismusregion Fränkische Toskana und liegt am Rand der Fränkischen Schweiz.

## Geologie
Geisfeld liegt zum großen Teil auf so genanntem Posidonienschiefer, der sich aus Ablagerungen im Jurameer bildete. Dieser Untergrund ist reich an Fossilien, angefangen von häufigen Muscheln, Ammoniten und Belemniten bis hin zu Ichthyosauriern, von denen zwei in den Jahren 1865 und 1925 bei Geisfeld gefunden wurden; ersterer wurde als neue Art Ichthyosaurus bambergensis beschrieben. 1950 wurde bei Geisfeld ein fossiler Schmetterlingsflügel entdeckt, der nach dem Fundort und dem Maler Josef Albert Benkert die Artbezeichnung Geisfeldiella benkerti erhielt. In der zweiten Hälfte des 19. Jahrhunderts gab es erfolgreiche erste Versuche, aus dem Schiefer einer Grube bei Geisfeld Öl und Gas für Beleuchtungszwecke zu gewinnen. Es kam aber nicht zu einem dauerhaften kommerziellen Abbau.

## Geschichte

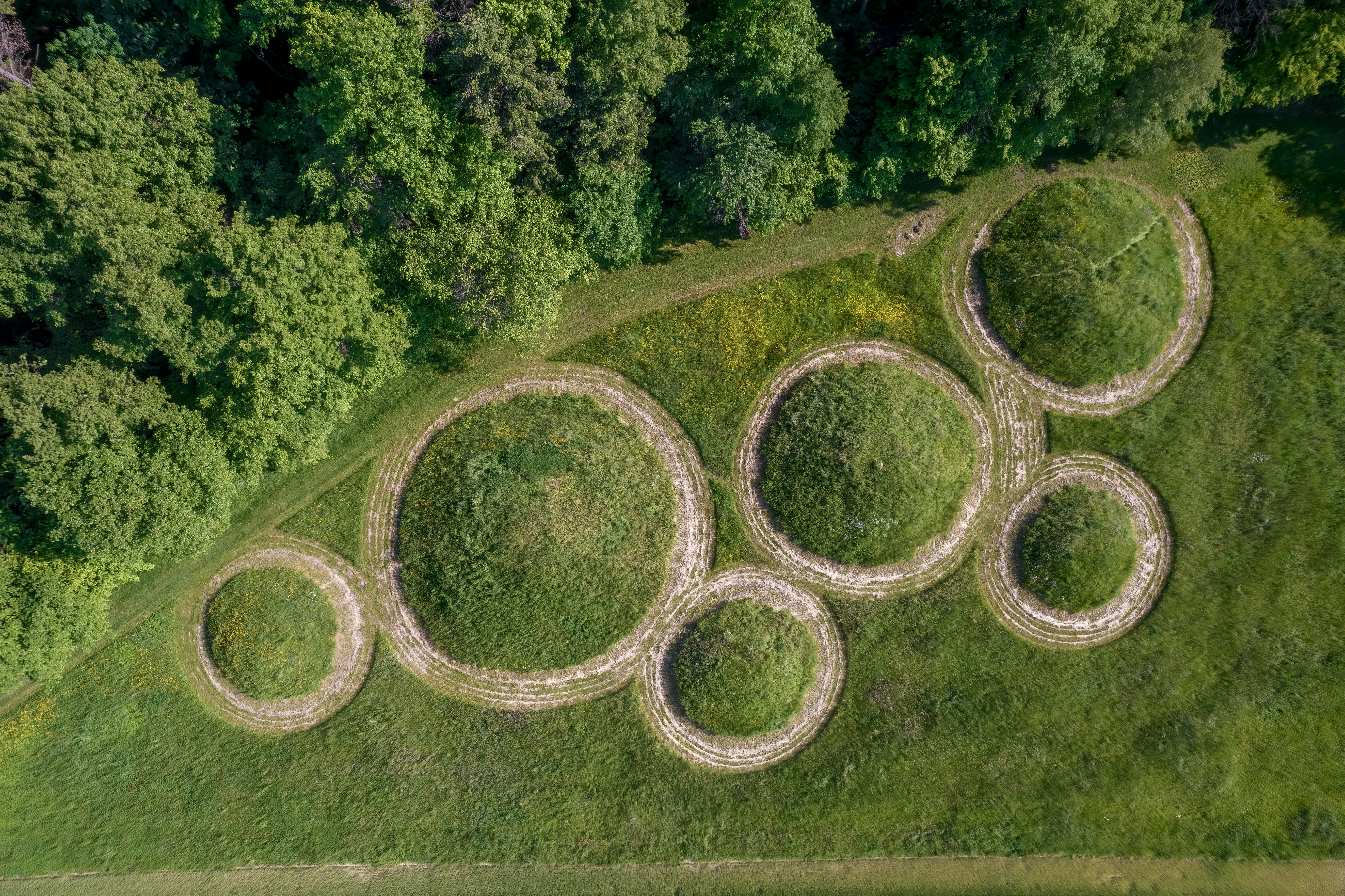
Luftbild Hügelgräber auf dem Geisfeld

Für den Schlossberg bei Geisfeld wird eine keltische Besiedlung im 7. bis 5. Jahrhundert v. Chr. angenommen. Nahe Geisfeld finden sich 70 Hügelgräber, die zumindest zum Teil dieser Siedlung zugeordnet werden können. Das Dorf in seiner heutigen Lage wird vom Namen her als thüringische Gründung aus der Zeit um 500 n. Chr. vermutet. Auf dem Schlossberg befand sich ein Herrensitz mit Ringwall, der im Zug der fränkischen Landnahme entstanden sein dürfte. Um das Jahr 1000 gehörte Geisfeld zum Kammeramt Hallstadt. All diese Zuschreibungen können allerdings nur indirekt erschlossen werden; schriftliche Quellen mit der expliziten Nennung des Dorfnamens aus diesem Zeitraum fehlen.
Die älteste Urkunde, in der Geisfeld (mit dem Namen „Gisvelt“) erwähnt wird, stammt aus dem Jahr 1189. Graf Friedrich II. von Frensdorf-Abenberg verpfändete darin das Dorf Geisfeld zusammen mit weiteren Orten an den Bamberger Bischof Otto II. Das Dorf befand sich dann im Mittelalter und in der Neuzeit bis zur Säkularisation 1803 fast durchgehend im Besitz der Bamberger Bischöfe und war ihnen abgabenpflichtig. 1484 wurde die Kirche St. Maria Magdalena zur Pfarrkirche erhoben; bis dahin war sie eine Filiale der Pfarrei St. Ägidius in Amlingstadt. Das nunmehrige Pfarrdorf blieb aber von bescheidener Größe und lag in seiner Bedeutung hinter den Nachbar-Pfarrdörfern Amlingstadt, Strullendorf und Litzendorf zurück. Geisfeld war Sitz eines Kammergerichts mit drei Gerichtstagen pro Jahr.
Aus dem Dreißigjährigen Krieg 1618–1648 wird von abgebrannten und verödeten Höfen sowie von Verschleppungen berichtet. Zeitweise wurde das wertvolle Kirchengerät in die fürstbischöfliche Festung nach Forchheim verbracht. Im Siebenjährigen Krieg (1756–1763) blieb Geisfeld, anders als der Nachbarort Strullendorf, weitgehend verschont, musste aber Geld aufbringen, um die Plünderung abzuwenden.
Ein „Schulmeister“ wird erstmals 1634 genannt; vier Schulhäuser wurden nacheinander in Betrieb genommen, das letzte im Jahr 1964. Bis 1937 wurden alle Kinder in einer einzigen Klasse unterrichtet, danach gab es zwei Klassen für jeweils vier Jahrgänge. 1970 wurde Geisfeld in den Schulverband Litzendorf eingegliedert, 1984 in den Schulverband Strullendorf. Das Geisfelder Schulhaus wurde in einen Kindergarten umgewandelt.
In der zweiten Hälfte des 19. Jahrhunderts wanderten 45 meist junge Geisfelder mangels wirtschaftlicher Perspektiven ins Ausland aus.
Im deutsch-französischem Krieg (1870/71) stellte Geisfeld nur drei Soldaten, die alle überlebten; anders im Ersten Weltkrieg (1914–1918), als 18 Geisfelder im Feld das Leben verloren und weitere fünf vermisst blieben. Im Zweiten Weltkrieg fielen als Soldaten 16 Geisfelder, sechs wurden als vermisst gemeldet, ein Zivilist wurde in den letzten Kriegstagen auf freiem Feld erschossen. Erst in den letzten Kriegstagen kam es in Geisfeld zu Kampfhandlungen, bei denen vier komplette Höfe und zusätzlich fünf landwirtschaftliche Gebäude niederbrannten.
Um das Ende des Zweiten Weltkriegs kamen etwa 20 Familien von Kriegsflüchtlingen und Heimatvertriebenen in Geisfeld an und bezogen dort Quartier. Sieben Familien aus diesem Kreis wurden langfristig in Geisfeld ansässig. Nach dem Krieg wuchs die Einwohnerzahl von Geisfeld durch die Ausweisung neuer Baugebiete stark an von 382 Einwohnern im Jahr 1939 auf ca. 700 im Jahr 1988 bis knapp 1000 in der Gegenwart.
Am 1. Mai 1978 wurde die bis dahin bestehende selbständige Gemeinde Geisfeld im Zuge der Gebietsreform in Bayern in die Gemeinde Strullendorf eingegliedert. Der Vorgang war nicht unumstritten; manche Einwohner hätten eine Eingemeindung ins nähere Litzendorf bevorzugt, mit dem man sich auch die Telefonvorwahl 09505 teilt. Auch eine Eingemeindung in die Stadt Bamberg stand kurzzeitig zur Debatte. Die Voten einer Bürgerversammlung und des letzten Gemeinderates für Strullendorf waren aber deutlich.
1989 wurde unter großem Einsatz der örtlichen Vereine und anderer Ehrenamtlicher die viel beachtete 800-Jahr-Feier begangen. Maßnahmen der Dorferneuerung begannen in den späten 80er Jahren und dauern zum Teil bis heute (2023) an.

## Sehenswürdigkeiten

### Hügelgräber
An der Staatsstraße zwischen Geisfeld und Litzendorf befinden sich etwa 70 frühkeltische, teils rekonstruierte Hügelgräber. Die Hügelgruppe liegt zum Teil im Wald. Der Durchmesser der Grabhügel variiert zwischen 8 und 25 Metern. Bei Ausgrabungen im 19. Jahrhundert wurde Material der Bronzezeit und der frühen Eisenzeit geborgen.

### Blutbrunnen
Ebenfalls an der Staatsstraße befindet sich der so genannte Blutbrunnen, auch als Pfarrer-Ultsch-Brunnen bezeichnet. Das Wasser dieser Quelle ist sehr eisenhaltig, sein Geschmack ähnelt angeblich dem von Blut.

### Wendelinuseiche

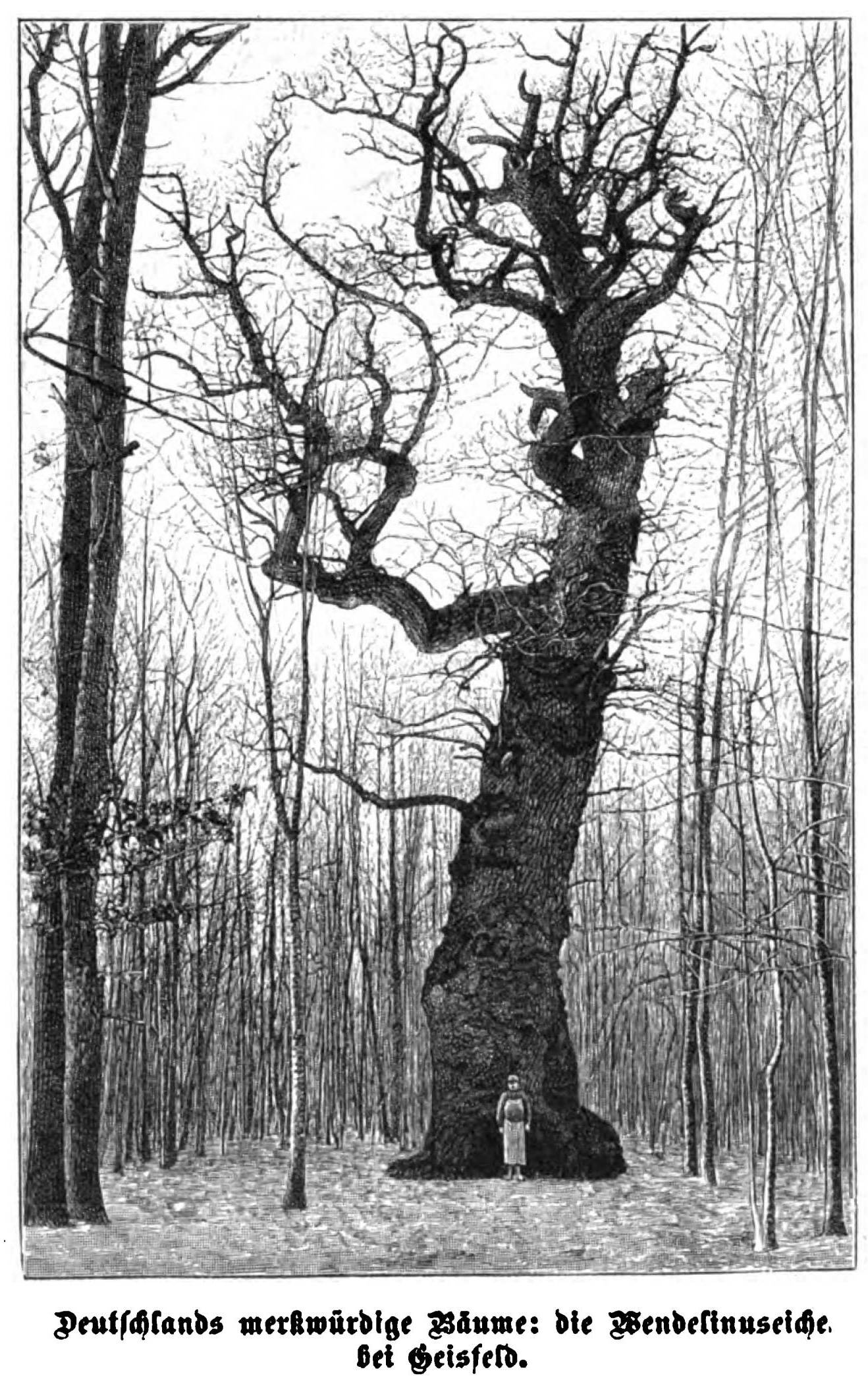
Wendelinuseiche Geisfeld (Die Gartenlaube 1898)

An dem Waldweg zwischen Geisfeld und Melkendorf befinden sich die Überreste der 1969 umgestürzten Wendelinuseiche, auch „tausendjährige Eiche“ genannt. Die Eiche soll als Kultsymbol Bedeutung gehabt haben.

### Schlossberg
Auf dem Schlossberg, einem ortsnahen Teil des Geisbergs, kann man die Umrisse einer karolingisch-ottonischen Befestigungsanlage erkennen, nach Heinrich Mayer eine Schlüsselberger Burg. Mit dem Schlossberg ist die Sage vom grausamen Grafen Giso verbunden. Dieser soll einen Bauern, der seine gesamte Ernte beim Grafen abliefern musste, mit seinem Wagen in den Abgrund geschickt haben. Im Augenblick des Todes des Bauern soll die Burg des Grafen in sich zusammengefallen sein.

### Kirche St. Maria Magdalena
Die römisch-katholische Pfarrkirche St. Maria Magdalena ist ein denkmalgeschütztes Kirchengebäude, das in seinen ältesten Teilen, dem Chorturm und der Sakristei, aus dem 15. Jahrhundert stammt. Der Raumteil für die Gemeinde ist ein Neubau aus dem Jahr 1972, in den zahlreiche ältere Ausstattungsstücke einbezogen sind.

### Weitere Denkmäler
In Geisfeld befindet sich eine größere Zahl von ansehnlichen Bauernhäusern aus dem 18. und 19. Jahrhundert, größtenteils in Fachwerk-Bauweise. In die  amtliche Denkmalliste sind insgesamt 22 Objekte eingetragen.

## Infrastruktur

### Gastronomie
In Geisfeld gibt es die Brauereien Griess (Rohstoffe aus ökologischer Landwirtschaft; Gaststätte und Biergarten) und die Brauerei Krug (Gaststätte derzeit geschlossen), weiterhin den Landgasthof Büttel, ebenfalls mit Garten und mit Hotelbetrieb; direkt gegenüber steht das Gästehaus Luisenhof. Einige hundert Meter außerhalb des Ortes liegt der im Sommerhalbjahr bewirtschaftete Griess-Bierkeller, etwa einen Kilometer Richtung Bamberg am Waldrand die an Sonntagen geöffnete „Regnitztaler Alm“. Im Sportlerheim gibt es an Trainings- und Spieltagen ebenfalls eine von Ehrenamtlichen unterhaltene Bewirtung.

### Verkehr
Geisfeld liegt an den bayerischen Staatsstraßen 2210 und 2276; letztere endet, von Bamberg kommend, hier. Beide Staatsstraßen sind im näheren Umfeld mit Fahrradwegen ausgestattet. Anschluss an das Autobahnnetz besteht über die nahe gelegenen Auffahrten Bamberg-Ost (23), Bamberg-Süd (24) und Hirschaid (25) der Autobahn 73 (Nürnberg – Bamberg – Suhl).
Die Buslinie 970 des Verkehrsverbunds Großraum Nürnberg, betrieben von der Firma Metzner-Hennemann KG, verbindet an Werktagen mehrmals täglich Geisfeld mit einigen Nachbarorten und der Stadt Bamberg. Ein fester Taktfahrplan besteht noch nicht, ebenso wenig eine ganzjährige Verbindung im öffentlichen Nahverkehr am Sonntag.
Der nächstgelegene Bahnhof befindet sich im Gemeinde-Hauptort Strullendorf an der Bahnstrecke Nürnberg–Bamberg, etwa 7 km entfernt. Er wird im Stundentakt von der S-Bahn Nürnberg mit der Linie  (Bamberg–Nürnberg–Neumarkt) sowie durch einzelne Züge der Gesellschaft agilis auf der Strecke Bamberg–Forchheim–Ebermannstadt bedient. Der nächste Halt für Regional-Express- und Fernverkehrszüge ist der Bahnhof Bamberg in ca. 10 km Entfernung.

## Kultur und Brauchtum

### Vereine
Es gibt mehrere Vereine in Geisfeld:
- DJK-SV Geisfeld (Jugend-, Damen- und Herrenfußball, Gymnastik; Mitglied im DJK-Sportverband)
- Freiwillige Feuerwehr Geisfeld
- Kulturelle Dorfgemeinschaft Geisfeld e. V. (Chor, Blaskapelle, Erwachsenenbildung, dörfliche Feiern; zeitweise auch Theater- und Volkstanzgruppen)
- Lebenswertes Geisfeld e. V. (Erhaltung des dörflichen Lebens, besseres Verkehrskonzept)
- Obst- und Gartenbauverein Geisfeld
- Verein zur Pflege und Förderung der Kirchenmusik Geisfeld (früher Orgelbauverein).
- Kein Verein im eigentlichen Sinn, aber auch als Träger der Dorfkultur tätig ist der Pfarrgemeinderat St. Maria Magdalena.

### Feierlichkeiten im Jahreslauf (in Auswahl)
- 1. Januar: Neujahrsanblasen
- Erste Januarwoche: Jahresfeier des Sportvereins
- 6. Januar: Sternsingeraktion der Ministranten
- Faschingsdienstag: Faschingszug
- Karwoche und Ostern: Schmücken der Dorfbrunnen, Palmsonntagsprozession, Ratschen der Ministranten (hier „Schlöddern“ genannt), Karfreitagsbittgang über den Geisberg, Osternacht mit anschließendem Osterfrühstück
- Nacht vor dem 1. Mai: Aufstellen des Maibaums
- Christi Himmelfahrt/Vatertag: Feuerwehrfest
- Fronleichnam: Festmesse mit Prozession, anschließendes gemeinsames Bratwurst-Essen
- 24. Juni oder darauffolgendes Wochenende: Johannisfeuer
- Sonntag um den 22. Juli (Patronatsfest Sankt Maria Magdalena): Pfarrfest
- 15. August (Mariä Himmelfahrt, Feiertag in Bayern): Sommerfest des Obst- und Gartenbauvereins
- Wochenende (Freitag bis Montag) um den ersten Septembersonntag: Kirchweih (im örtlichen Dialekt „Kärwa“) mit Einholen und Aufstellen des Kirchweihbaums und Krapfenverkauf am Samstag sowie Festgottesdienst am Sonntag
- Zweiter Sonntag im Oktober: Erntedankfest
- 11. November (Sankt Martin): Martinszug
- Zweiter Adventssonntag: Adventfeier der Kulturellen Dorfgemeinschaft

## Bildung
Es gibt in Geisfeld seit 1984 keine eigene Schule mehr. Die Kinder besuchen meist die Grundschule Strullendorf (mit einigen Klassen in Amlingstadt). Weiterführende Schulen befinden sich im näheren Umkreis in Strullendorf (Mittelschule), Hirschaid (Realschule) und Bamberg (Realschulen, Wirtschaftsschule, Fachoberschule und mehrere Gymnasien).
Im ehemaligen Schulgebäude befindet sich jetzt die von der katholischen Kirchenstiftung getragene Kindertagesstätte St. Maria Magdalena mit Kindergarten und Krippengruppe.
Die Volkshochschule Bamberg-Land bietet regelmäßig Kurse im Saal der Pfarrgemeinde an.

## Persönlichkeiten
- Ottmar von Angerer (1850–1918), deutscher Chirurg, geboren in Geisfeld
- Peter Wünsche (* 1954), emeritierter Domkapitular, nebenamtlicher Seelsorger in Geisfeld